# Ish Wainright
Ishmail Carzell Wainright, detto Ish (Kansas City, 12 settembre 1994), è un cestista statunitense naturalizzato ugandese,  di ruolo ala grande o ala piccola, professionista nella Ligat ha'Al con gli Hapoel Tel Aviv.

## Carriera
Con l'Uganda ha disputato i Campionati africani del 2021.

## Statistiche

### NCAA
| Anno      | Squadra      | PG  | PT | MP   | TC%  | 3P%  | TL%  | RP  | AP  | PRP | SP  | PP  |
| --------- | ------------ | --- | -- | ---- | ---- | ---- | ---- | --- | --- | --- | --- | --- |
| 2013-2014 | Baylor Bears | 32  | 7  | 9,1  | 43,8 | 30,0 | 50,0 | 1,5 | 1,1 | 0,3 | 0,0 | 1,9 |
| 2014-2015 | Baylor Bears | 31  | 0  | 9,6  | 39,3 | 20,0 | 72,0 | 1,7 | 0,8 | 0,2 | 0,0 | 1,4 |
| 2015-2016 | Baylor Bears | 34  | 34 | 24,7 | 42,7 | 40,6 | 73,0 | 4,3 | 2,6 | 1,0 | 0,6 | 5,9 |
| 2016-2017 | Baylor Bears | 35  | 35 | 29,4 | 40,7 | 29,2 | 68,3 | 5,1 | 3,2 | 1,7 | 0,2 | 5,5 |
| Carriera  | Carriera     | 132 | 76 | 18,6 | 41,8 | 33,1 | 65,9 | 3,2 | 2,0 | 0,8 | 0,2 | 3,8 |

#### Massimi in carriera
- Massimo di punti: 15 vs Kansas State (14 gennaio 2017)[1]
- Massimo di rimbalzi: 9 (4 volte)
- Massimo di assist: 8 (2 volte)
- Massimo di palle rubate: 5 (2 volte)
- Massimo di stoppate: 2 (4 volte)
- Massimo di minuti giocati: 38 (2 volte)

### NBA

#### Regular Season
| Anno      | Squadra             | PG  | PT | MP   | TC%  | 3P%  | TL%  | RP  | AP  | PRP | SP  | PP  |
| --------- | ------------------- | --- | -- | ---- | ---- | ---- | ---- | --- | --- | --- | --- | --- |
| 2021-2022 | Phoenix Suns        | 45  | 0  | 8,0  | 39,4 | 32,2 | 58,3 | 1,2 | 0,3 | 0,4 | 0,1 | 2,4 |
| 2022-2023 | Phoenix Suns        | 60  | 2  | 15,3 | 37,0 | 32,9 | 83,9 | 2,3 | 0,9 | 0,6 | 0,4 | 4,2 |
| 2023-2024 | Portland T. Blazers | 7   | 0  | 6,6  | 33,3 | 37,5 | 100  | 1,3 | 0,0 | 0,3 | 0,1 | 2,9 |
| 2023-2024 | Phoenix Suns        | 4   | 0  | 4,0  | 16,7 | 25,0 | -    | 1,3 | 0,3 | 0,5 | 0,0 | 0,8 |
| Carriera  | Carriera            | 116 | 2  | 11,5 | 37,2 | 32,9 | 77,8 | 1,8 | 0,6 | 0,5 | 0,3 | 3,3 |

#### Playoffs
| Anno     | Squadra      | PG | PT | MP  | TC%  | 3P%  | TL% | RP  | AP  | PRP | SP  | PP  |
| -------- | ------------ | -- | -- | --- | ---- | ---- | --- | --- | --- | --- | --- | --- |
| 2022     | Phoenix Suns | 7  | 0  | 3,7 | 41,7 | 50,0 | -   | 1,6 | 0,1 | 0,1 | 0,1 | 1,9 |
| 2023     | Phoenix Suns | 6  | 0  | 3,5 | 25,0 | 25,0 | -   | 0,2 | 0,0 | 0,0 | 0,2 | 0,5 |
| Carriera | Carriera     | 13 | 0  | 3,6 | 37,5 | 40,0 | -   | 0,9 | 0,1 | 0,1 | 0,2 | 1,2 |

#### Massimi in carriera
- Massimo di punti: 20 vs Los Angeles Clippers (6 aprile 2022)[2]
- Massimo di rimbalzi: 8 (2 volte)
- Massimo di assist: 4 (2 volte)
- Massimo di palle rubate: 4 (2 volte)
- Massimo di stoppate: 2 (5 volte)
- Massimo di minuti giocati: 32 vs Sacramento Kings (10 aprile 2022)

## Palmarès
- Eurocup: 1

Hapoel Tel Aviv: 2024-2025